# Liste der Kulturdenkmale in Rottweil-Neufra
In der Liste der Kulturdenkmale in Rottweil-Neufra sind alle Bau- und Kunstdenkmale des Rottweiler Stadtteils Neufra verzeichnet, die im „Verzeichnis der unbeweglichen Bau- und Kunstdenkmale und der zu prüfenden Objekte“ des Landesamts für Denkmalpflege Baden-Württemberg verzeichnet sind.
Diese Liste ist nicht rechtsverbindlich. Eine rechtsverbindliche Auskunft ist lediglich auf Anfrage bei der Unteren Denkmalschutzbehörde des Landkreises Rottweil erhältlich.

## Allgemein
- Bild: Zeigt ein ausgewähltes Bild aus Commons, „Weitere Bilder“ verweist auf die Bilder im Medienarchiv Wikimedia Commons.
- Bezeichnung: Nennt den Namen, die Bezeichnung oder die Art des Kulturdenkmals.
- Lage: Straßenname und Hausnummer oder Flurstücknummer des Kulturdenkmals, gegebenenfalls auch den Ortsteil. Die Grundsortierung der Liste erfolgt nach dieser Adresse. Der Link (Karte) führt zu verschiedenen Kartendiensten mit der Position des Kulturdenkmals. Fehlt dieser Link, wurden die Koordinaten noch nicht eingetragen. Sind diese bekannt, können sie über ein Tool mit einer Kartenansicht einfach nachgetragen werden. In dieser Kartenansicht sind Kulturdenkmale ohne Koordinaten mit einem roten bzw. orangen Marker dargestellt und können durch Verschieben auf die richtige Position in der Karte mit Koordinaten versehen werden. Kulturdenkmale ohne Bild sind an einem blauen bzw. roten Marker erkennbar.
- Datierung: Baubeginn, Fertigstellung, Datum der Erstnennung oder grobe zeitliche Einordnung entsprechend des Eintrags in der zuständigen Denkmaldatenbank (Landesamt für Denkmalpflege Baden-Württemberg).
- Beschreibung: Kurzcharakteristik des Kulturdenkmals.

## Neufra
| Bild | Bezeichnung                    | Lage                                        | Datierung | Beschreibung | ID |
| ---- | ------------------------------ | ------------------------------------------- | --------- | ------------ | -- |
|      | Wegkreuz                       | Neufra, bei Anton-Küster-Straße 3           |           |              |    |
|      | Kapf-Kreuz                     | Neufra, Bachstraße                          |           |              |    |
|      | Bahnwärterhaus                 | Neufra, Bluttenbühl 1 (Karte)               |           |              | BW |
|      | Eisenbahnüberführung           | Neufra (Karte)                              |           |              | BW |
|      | Wegkreuz                       | Neufra, Frittlinger Straße                  |           |              |    |
|      | Nebengebäude des Bahnhofs      | Neufra, Frittlinger Straße 12 (Karte)       |           |              | BW |
|      | Empfangsgebäude des Bahnhofs   | Neufra, Frittlinger Straße 14 (Karte)       |           |              | BW |
|      | Güterschuppen des Bahnhofs     | Neufra, Frittlinger Straße 18 (Karte)       |           |              | BW |
|      | Wegkreuz                       | Neufra, Bildstöckle                         |           |              |    |
|      | Kath. Pfarrkirche St. Dyonisus | Neufra, Kirchstraße 2 (Karte)               |           |              | BW |
|      | Quergeteiltes Einhaus          | Neufra, Kirchstraße 18 (Karte)              |           |              | BW |
|      | Lourdesgrotte Käppili          | Neufra, Nagelstennen                        |           |              |    |
|      | Kapellenbrücke                 | Neufra, Neufraer Straße (Karte)             |           |              | BW |
|      | Quergeteiltes Einhaus          | Neufra, Nikolaus-Winzenried-Platz 2 (Karte) |           |              | BW |
|      | Wegkreuz                       | Neufra, Schildeckstraße                     |           |              |    |
|      | Gasthof Rössle                 | Neufra, Spaichinger Straße 2 (Karte)        |           |              | BW |
|      | Quergeteiltes Einhaus          | Neufra, Spaichinger Straße 3 (Karte)        |           |              | BW |
|      | Quergeteiltes Einhaus          | Neufra, Spaichinger Straße 25 (Karte)       |           |              | BW |
|      | Ehemalige Zehntscheuer         | Neufra, Stuttgarter Straße 3 (Karte)        | 1698      | [ 2 ]        | BW |
|      | Quergeteiltes Einhaus          | Wellendinger Straße 1 (Karte)               | 1650–51   | [ 3 ]        | BW |
|      | Quergeteiltes Einhaus          | Neufra, Zimmerergasse 6 (Karte)             |           |              | BW |